# Rudolf Dörr
Rudolf Dörr (* 21. Mai 1928 in Buchloe; † 27. Februar 2010 in Augsburg) war ein deutscher Verwaltungsbeamter. Von Juni 1984 bis Mai 1993 war er Regierungspräsident von Schwaben.
Rudolf Dörr war Referent des bayrischen Innenministers Bruno Merk, später Personalchef im Innenministerium. Dörr erhielt 2007 vom damaligen Bischof Walter Mixa die Ernennung zum Ritter vom Orden vom heiligen Papst Silvester.

## Auszeichnungen
- Bayerischer Verdienstorden
- Verdienstkreuz am Bande der Bundesrepublik Deutschland
- Verdienstkreuz 1. Klasse der Bundesrepublik Deutschland
- Großes Verdienstkreuz der Bundesrepublik Deutschland
- Commander's Award for Public Service